# USA-224
USA-224またはNROL-49 (NRO launch 49、L-49) は、2011年1月20日に打上げられたアメリカ合衆国の軍事光学画像偵察衛星である。この衛星はKH-11 (または KH-12) 光学画像偵察衛星の改良型と考えられており

、2001年に打上げられたUSA-161衛星(NROL-14、2001年10月5日打上げ)の代替を意図したものと考えられている。

## 打上げの経緯

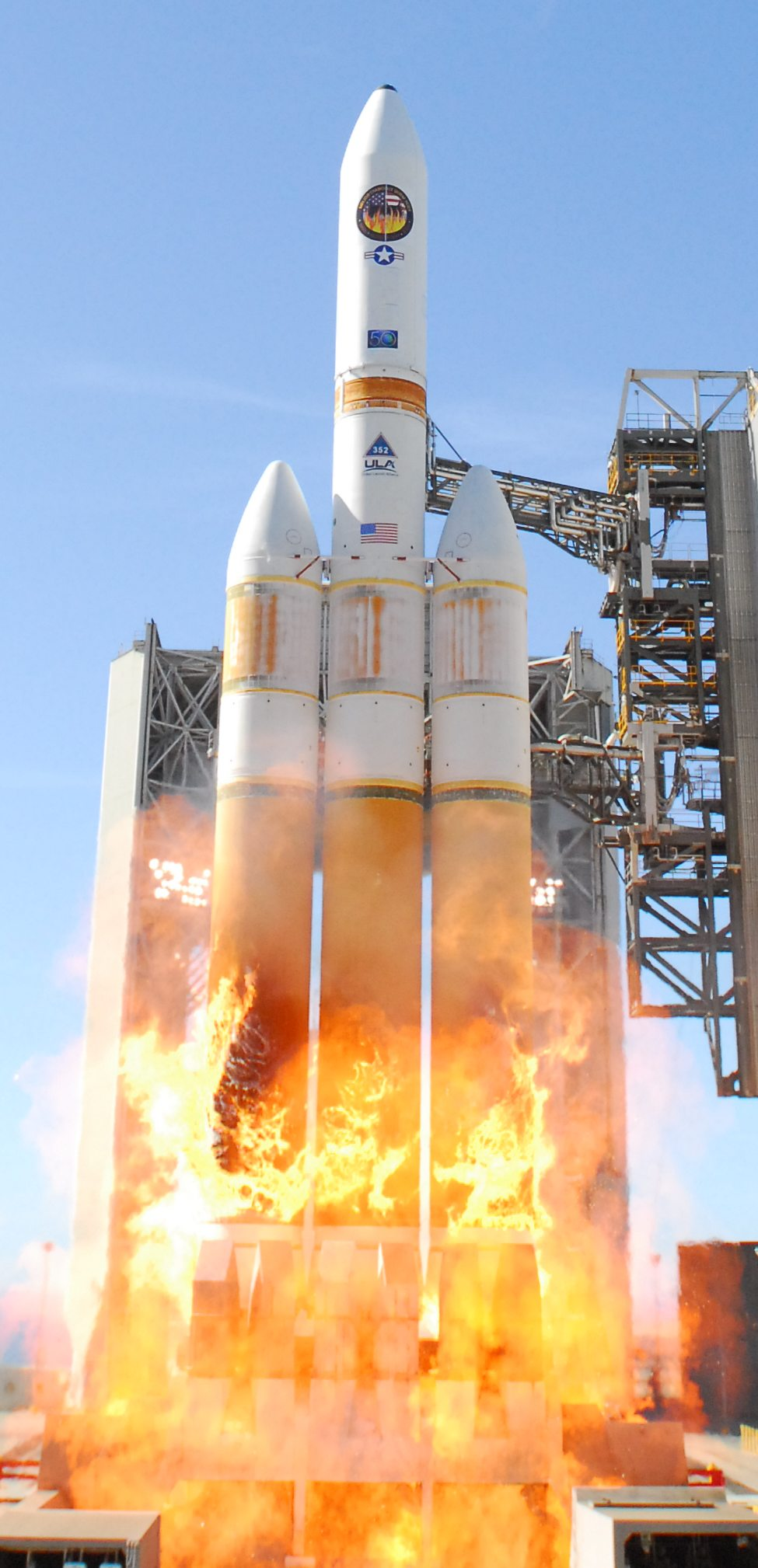
デルタIV Heavyロケットによりヴァンデンバーグ空軍基地SLC-6から打ち上げられるUSA-224

ボーイング社の主導で実施されてきた将来画像アーキテクチャー(FIA)計画が、2005年に開発遅延と予算超過を理由に、アメリカ政府によって完全に終了を宣言されたため、アメリカ国家偵察局 (NRO) は、光学画像偵察衛星プログラムの維持のために、従来の KH-11(KH-12)型の衛星システムを2基追加で発注した。この決定に対する批判者は、これらの「超高性能」衛星は最新型のニミッツ級空母であるジョージ・H・W・ブッシュ (CVN-77、その調達費用の見積もりは2005年5月において63.5億米ドルに達していた)よりさらに高額になるとの懸念を表明した

。
これら2基の衛星の最初のものが USA-224 であり、ロッキード・マーティン社は、当初の見積もりより20億ドル安く、さらに計画よりも2年早く完成させた
。
USA-224 は デルタ IV Heavy タイプロケットの先端に搭載され、カリフォルニア州ヴァンデンバーグ空軍基地のSLC-6打上げ複合施設から打上げられた。打上げはユナイテッド・ローンチ・アライアンス社が実施し、これはヴァンデンバーグからのデルタ IV Heavy タイプの最初の打上げとなった

。発射時刻は 2011年1月20日 21:10:30 UTC であった
。
軌道へ到達と同時に、衛星には国際衛星識別符号2011-002Aが付与された

。USA-224の打上げ時期の繰り上げと、前任の USA-161衛星の延命のための軌道変更

により、USA-161の主ミッションの終了に伴って観測期間に間が空く日数を、33日間にまで短縮することができた。
この衛星はエドワード・スノーデンが2013年8月30日に暴露した資料によれば、米国議会の予算書上ではEIS (Enhanced Imagery System) と呼ばれている偵察衛星の1基であり

、KH-11 光学画像偵察衛星の改良型で、KH-11シリーズとしては15基目 (KH-12シリーズと見なせば6基目)にあたり、USA-161 と同じく KH-11ブロック4型 (または KH-12ブロック2型)に属すると考えられている。
任務の詳細は機密事項に指定されているが、アマチュア観測者達はその軌道を近地点高度 251km、遠地点高度 1023km、軌道傾斜角 97.9度 の太陽同期軌道(SSO) (現役の KH-11/KH-12衛星の典型的な軌道)と同定している
。

## ミッションパッチ
この衛星の打ち上げに伴って発行されるパッチには、ラテン語でMELIOR DIABOLUS QUEM SCIESと書かれている。これを英語に意訳すると、 “Better the devil you know than the devil you don’t know.”となり、日本語では「見知らぬ悪魔よりも知り合いの悪魔のほうがまし」、または、「知らぬ神より馴染みの鬼」となる。これは、敵国を正体不明のままにしておくよりも、その詳細をその手の中に収めておいたほうがいいという、教訓であろう。

## イラン・サフィール・ロケット(ナヒード1号衛星)打上げ失敗の撮影

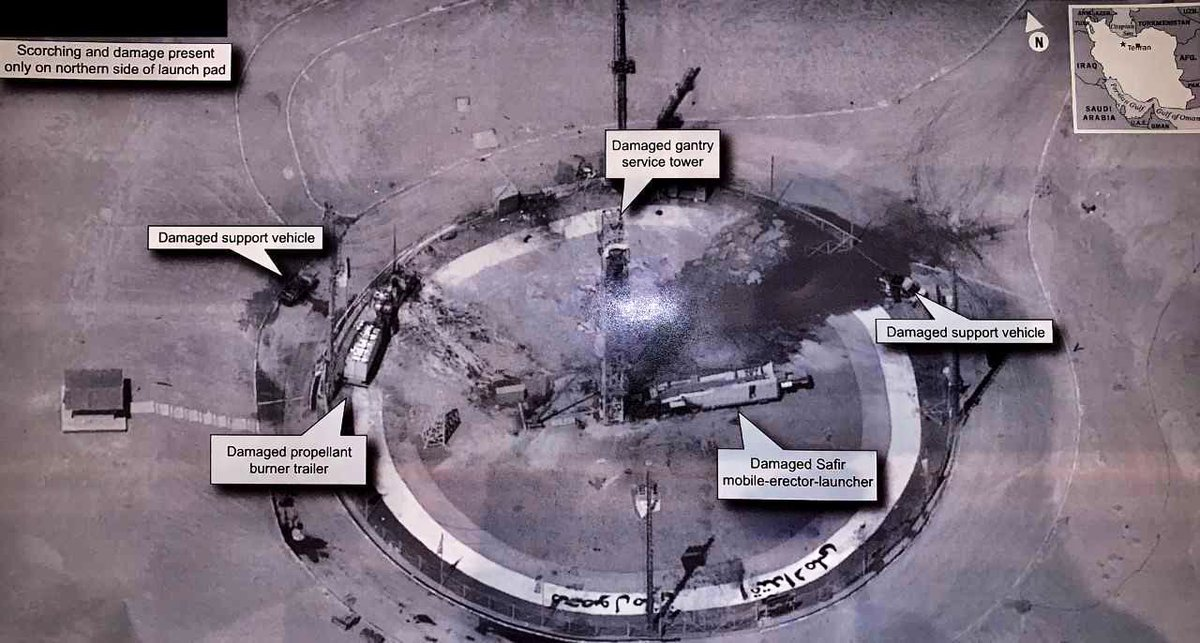
トランプ大統領 がツイートした、USA-224で撮影されたと考えられている、イランのロケット打上げ事故の映像

2019年8月30日に、トランプ大統領は、諜報ブリーフィングで入手したイランのセムナーン衛星発射センターにおけるサフィール・ロケットの打上げ準備で発生したと考えられている事故の惨状を撮影した写真をツイートした

。
軍事アナリスト達は、この写真はUSA-224により撮影されたもののようであると述べている。この意見は、写真中の構造物の影の方向に基づいて推定される写真の撮影時刻と、アマチュア観測者達のコミュニティーが維持している人工衛星のトラッキングデータから予測される、偵察衛星の現場上空通過時刻が非常に良く一致しているという事実に基づいている

。
オランダの考古学者マルコ・ランブルック博士は、この衛星画像に映った影などを分析し、「USA-224の軌道と比較した結果、この画像は、29日午前9時44分22秒（世界時）にUSA-224によって撮影されたものであることがわかった。」としている

。
また、オランダ電波天文学研究所（ASTRON）の天文学者ケース・バッサ博士は、グーグルアース上の発射場とこの画像に映った発射場を比較し、「解像度は少なくとも1ピクセルあたり10センチと考えられる」との見方を示している

。